# نانسي تشافي
نانسي تشافي (بالإنجليزية: Nancy Chaffee)‏ مواليد 06 مارس 1929 في كاليفورنيا، الولايات المتحدة - الوفاة 11 أغسطس 2002 في كاليفورنيا، الولايات المتحدة، كانت لاعبة كرة مضرب أمريكية وكانت تلعب باليد اليمنى، اعتزلت اللعب في 1956. أعلى تصنيف لها في الفردي كان المركز الـ 4 في سنة 1951.

## النهائيات

### الزوجي

#### الوصافة
| السنة | البطولة           | الشريك              | المنافس                      | النتيجة  |
| ----- | ----------------- | ------------------- | ---------------------------- | -------- |
| 1951  | البطولة الأمريكية | باتريشيا كانينغ تود | شيرلي فراي ايرفين دوريس هارت | 4–6, 2–6 |